# Царь-бомба

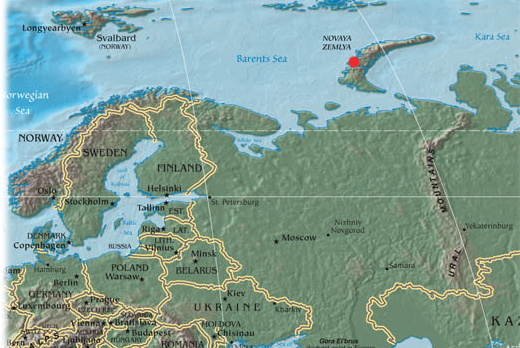
Место взрыва

АН602 (она же «Царь-бомба», а также (ошибочно) РДС-202 и РН202 ) — термоядерная авиационная бомба, разработанная в СССР в 1956—1961 годах группой физиков-ядерщиков под руководством академика Академии наук СССР И. В. Курчатова.
Испытания АН602 состоялись 30 октября 1961 года посредством сброса с самолёта Ту-95В на ядерном полигоне «Сухой Нос» (остров Новая Земля). Измеренная мощность взрыва составила 58,6 мегатонны в тротиловом эквиваленте или около 2,4×1017 Дж, что соответствует дефекту массы 2,65 кг.
Испытания АН602 наглядно продемонстрировали владение Советским Союзом неограниченным по мощности оружием массового поражения. Научным результатом стала экспериментальная проверка принципов расчёта и конструирования термоядерных зарядов многоступенчатого типа.
АН602 представляла собой модификацию проекта РН202. «Царь-бомба» является самым мощным изготовленным взрывным устройством за всю историю человечества.

## Цели проекта
В середине 1950-х годов США имели превосходство над СССР по ядерным вооружениям. Хотя в СССР к этому времени уже были созданы термоядерные заряды, но не было необходимого их разнообразия. Также в 1950-е годы не было эффективных средств доставки ядерных зарядов до территории США. Реальной возможности ответного ядерного удара по США у СССР не было.
Помимо внешнеполитических и пропагандистских соображений — ответить на ядерный шантаж США — создание «Царь-бомбы» укладывалось в концепцию ядерного сдерживания, принятую в период руководства страной Георгием Маленковым и Никитой Хрущёвым, которая сводилась к ядерному блефу, чтобы создать видимость ядерного равновесия.
Также 23 июня 1960 года вышло Постановление Совета Министров СССР о создании сверхтяжёлой баллистической ракеты Н-1 (индекс ГРАУ — 11А52) с боевой частью массой 75 тонн (для сравнительной оценки — масса боевой части испытанной в 1964 году МБР УР-500 составляла 14 тонн).
Отработка новых конструкций ядерных и термоядерных боеприпасов требует проведения испытаний, в которых подтверждается работоспособность устройства, его безопасность в аварийных ситуациях и расчётное энерговыделение при взрыве.

## Название
Официальные названия: «изделие 602», «АН602».
В настоящее время разница названий становится причиной путаницы, когда AH602 ошибочно отождествляют с РДС-37 или с РН202 (изделием 202). (АН602 представляла собой модификацию РН202. В переписке для РН202 первоначально использовалось обозначение «РДС-202», «202» и «изделие В».)
Неофициальные названия — «Царь-бомба» и «Кузькина мать».
Название «Царь-бомба» подчёркивает, что это самое мощное оружие в истории.
Название «Кузькина мать» появилось под впечатлением высказывания Н. С. Хрущёва в разговоре с вице-президентом США Ричардом Никсоном: «В нашем распоряжении имеются средства, которые будут иметь для вас тяжёлые последствия. Мы вам покажем кузькину мать!».

## Разработка
Разработка сверхмощной бомбы началась в 1956 году и проводилась в два этапа. На первом этапе, с 1956 по 1958 годы, это было «изделие 202», которое разрабатывалось в созданном незадолго до этого НИИ-1011. Современное название НИИ-1011 — «Российский федеральный ядерный центр — Всероссийский научно-исследовательский институт технической физики (РФЯЦ-ВНИИТФ)». Согласно официальной истории института, приказ о создании НИИ в системе Министерства среднего машиностроения СССР был подписан 5 апреля 1955 года, к работе в НИИ-1011 приступили несколько позже.
На втором этапе разработки, с 1960 года до успешного испытания в 1961 году, бомба называлась «изделие 602» и разрабатывалась в КБ-11 (ныне — ВНИИЭФ), вёл разработку В. Б. Адамский, кроме него физическую схему разрабатывали А. Д. Сахаров, Ю. Н. Бабаев, Ю. Н. Смирнов, Ю. А. Трутнев.

### Изделие «202» (РДС-202)
После успешного испытания РДС-37 сотрудники КБ-11 (Сахаров, Зельдович и Давиденко) выполнили предварительный расчёт и 2 февраля 1956 года передали Н. И. Павлову записку с оценкой параметров зарядов 150 Мт и возможностью увеличения мощности до 1 Гт ТЭ.
После создания в 1955 году второго ядерного центра — НИИ-1011, в 1956 году постановлением совета министров перед ним была поставлена задача разработки заряда сверхбольшой мощности, которая получила название «проект 202».
12 марта 1956 года был принят проект Совместного Постановления ЦК КПСС и Совета Министров СССР о подготовке и проведении испытания изделия 202. В проекте планировалось разработать заряд на принципе изделия РДС-37 с мощностью 30 Мт ТЭ РДС-202 проектировалась с максимальным расчётным энерговыделением 50 мегатонн, с диаметром 2,1 метра, длиною 8 метров, весом 26 тонн с парашютной системой и конструктивно согласованной со специально переоборудованным для её применения самолётом-носителем Ту-95-202.
6 июня 1956 года в отчёте НИИ-1011 описано термоядерное устройство РДС-202 с расчётной мощностью до 38 Мт при требуемых заданием 20—30 Мт. В реальности это устройство было разработано с оценочной мощностью 15 Мт.
Записка А. П. Завенягина, Б. Л. Ванникова и П. М. Зернова в ЦК КПСС с представлением проекта постановления Президиума ЦК КПСС о переносе срока испытания изделия «202». После испытаний изделий «40ГН», «245» и «205» его испытания были признаны нецелесообразными и отменены по разным причинам.
РДС-202 была собрана на принципе радиационной имплозии, испытанном ранее при создании РДС-37. Так как в ней использовался гораздо более тяжёлый основной энерговыделяющий модуль, чем в РДС-37, то для его обжатия был использован не один, а два первичных модуля (заряда), расположенные с двух противоположных сторон от этого гораздо более тяжёлого основного энерговыделяющего модуля. Эта физическая схема заряда позже была использована и при конструировании АН-602, но сам термоядерный заряд АН-602 (основной энерговыделяющий модуль) был новым. Термоядерный заряд РДС-202 был изготовлен в 1956 году, планировался к испытаниям в 1957 году, но не был испытан и в том же году заложен на хранение. Через два года после изготовления РДС-202, в июле 1958 года, было принято решение о снятии его с хранения, демонтаже и использовании узлов автоматики и частей заряда для экспериментальных работ (приказ по Министерству среднего машиностроения от 23 мая 1957 года № 277).

### Изделие 602 (АН602)
В 1960 году в КБ-11 (ныне — ВНИИЭФ) была начата разработка термоядерного заряда с проектной мощностью 100 Мт. В феврале 1961 года руководители КБ-11 направили в ЦК КПСС письмо «Некоторые вопросы развития ядерного оружия и способов его использования», где помимо прочего ставился вопрос о целесообразности разработки заряда мощностью 100 Мт. 10 июля 1961 года в ЦК КПСС состоялось обсуждение, на котором Хрущёв поддержал разработку и испытание сверхмощной бомбы.
Для ускорения работы над АН602 были использованы разработки проекта 202, при этом АН602 не являлась переименованной РН202, это был новый проект и разрабатывалась она другой группой. Заряд А602 являлся аналогом заряда РН202 с введением в него некоторых современных (по тому времени) технических решений. Использованы сохранившиеся технологии, использован разработанный для изделия «202» самолёт-носитель Ту-95-202, и концепция обеспечения безопасности самолёта-носителя при взрыве термоядерной супербомбы. В частности, в КБ-11 (ВНИИЭФ) были взяты уже изготовленные в НИИ-1011 (ВНИИТФ) шесть корпусов для бомбы проекта 202 и использован разработанный для её испытаний комплекс оборудования. Также при её изготовлении использовались вывезенные из ВНИИТФ в КБ-11 «несколько мешков документации» по разработке и планированию испытаний изделия 202.
АН602 имела трёхстадийную конструкцию. Для обслуживания и радиационной имплозии (обжатия) основного термоядерного блока (третьей стадии) с расчётным вкладом в мощность взрыва 50—100 мегатонн, в связи с большим объёмом заряда, требовалось значительное количество рентгеновского излучения, которое не могли обеспечить ядерные заряды деления. Поэтому, и в связи с использованием основного термоядерного блока (третьей стадии) в форме шара, использовались не 1, а 2 двухстадийных термоядерных заряда-инициатора, размещённые с двух сторон от основного термоядерного блока, в передней и задней части бомбы, с расчётной мощностью взрыва каждого по 750 килотонн (их суммарный расчётный вклад в мощность взрыва — 1,5 мегатонны). Такая схема трехстадийного заряда получила название «бифилярная схема». Радиационная имплозия запускала в третьей стадии термоядерную реакцию (вклад в мощность взрыва — 50 мегатонн). В третьей стадии, во время реакций термоядерного синтеза, образовывалось большое количество быстрых нейтронов, которые можно было использовать для деления ядер урана-238 под действием этих быстрых нейтронов, так называемая ядерная «реакция Джекила-Хайда», которая могла добавить ещё 50 мегатонн мощности, так что общая расчётная мощность АН602 могла составить 101,5 мегатонны.
Испытание полного, 100 Мт варианта бомбы было отвергнуто по причине чрезвычайно высокого уровня радиоактивного загрязнения, которое вызвала бы реакция деления большого количества урана в третьей стадии. Поэтому А. Д. Сахаров предложил для испытания использовать в основном термоядерном модуле бомбы (третьей стадии) ядерно-пассивный материал свинец вместо U238, что снизило мощность бомбы до 50 Мт ТЭ, и, помимо снижения количества радиоактивных осколков деления, позволило избежать касания огненного шара земной поверхности, это исключило радиоактивное заражение почвы и подъём большого количества радиоактивной пыли в атмосферу.
В конструкции АН602 было применено много технических новшеств. Термоядерный заряд был выполнен по «бифилярной» схеме — радиационная имплозия основного термоядерного блока проводилась с двух противоположных сторон. Для этого в передней и задней частях бомбы были размещены два двухстадийных термоядерных заряда-инициатора, для которых обеспечивался синхронный, с разницей не более 0,1 мкс, подрыв атомных инициаторов (тригеров). Эти заряды производили рентгеновское обжатие основного термоядерного заряда. Чтобы обеспечить синхронный подрыв атомных зарядов инициаторов с нужной точностью, серийный блок автоматики подрыва был доработан в КБ-25 (ныне ВНИИА). Также, в последние дни перед отправкой бомбы на испытания, для симметричного обжатия основного термоядерного блока (третьей ступени), по предложению А. Д. Сахарова, с двух сторон от этого основного термоядерного блока, со стороны зарядов-инициаторов, на внутренней конусной поверхности корпуса заряда установили свинцовые пояса толщиной 60 мм.

## Разработка самолёта-носителя
Для доставки бомбы коллективом под руководством Александра Надашкевича в 1955 году был разработан модифицированный вариант бомбардировщика Ту-95 — Ту-95В, другое название — Ту-95-202. Этот самолёт был изготовлен в единственном экземпляре.
Первые проработки по этой теме начались сразу после переговоров И. В. Курчатова осенью 1954 года с А. Н. Туполевым, который назначил руководителем темы своего заместителя по системам вооружения А. В. Надашкевича. Анализ показал, что подвеска такой большой бомбы потребует серьёзных изменений в самолёте. В первой половине 1955 года были согласованы габариты, вес и размещение АН202 в самолёте. Как и предполагалось, масса бомбы составляла 15 % взлётной массы носителя, но из-за её размеров самолёт остался без подвесных топливных баков. Для подвески АН202 был разработан новый балочный держатель на основе БД-206. Разработанный новый БД7-95-242 (БД-242) был значительно грузоподъёмнее БД-206, он имел три бомбардировочных замка Дер5-6 грузоподъёмностью 9 тонн каждый. Три замка создали проблему безопасного сброса бомбы и она была решена — электроавтоматика обеспечила синхронное открытие всех трёх замков.
17 марта 1956 года вышло постановление Совета Министров СССР № 357—228сс, согласно которому ОКБ-156 должно было приступить к переоборудованию Ту-95 в носитель ядерных бомб большой мощности. Эти работы велись в ЛИИ МАП (Жуковский) с мая по сентябрь 1956-го. Затем Ту-95В был принят заказчиком и передан для проведения лётных испытаний, которые велись (включая сброс макета «супербомбы») под руководством полковника С. М. Куликова до 1959 года и прошли без особых замечаний.
Носитель «супербомбы» был создан, но его реальные испытания отложили по политическим соображениям: Хрущёв собирался в США, и в «холодной войне» наступила пауза. Ту-95В перегнали на аэродром в Узин, где он использовался как учебный самолёт и уже не числился как боевая машина. В 1961 году с принятием решения об испытании, на Ту-95В срочно заменили все разъёмы в системе электроавтоматики сброса и сняли створки бомбоотсека — реальная бомба по массе (26,5 т, в том числе вес парашютной системы — 0,8 т) и габаритам оказалась несколько больше макета (в частности, теперь её вертикальный габарит превышал размеры бомбоотсека в высоту). Самолёт был также покрыт специальной светоотражающей краской белого цвета.
Осенью 1961 года самолёт был доработан для испытаний АН602 на Куйбышевском авиазаводе.

## Испытания
Испытания бомбы состоялись 30 октября 1961 года на Государственном испытательном полигоне № 6 Министерства обороны СССР, расположенном на Новой Земле.
О предстоящих испытаниях 50-мегатонной бомбы объявил лично Хрущёв в своём докладе 17 октября 1961 года на XXII съезде КПСС.
До официального объявления в неформальной беседе он рассказал о бомбе одному из американских политиков, и эту информацию 8 сентября 1961 года опубликовала «Нью-Йорк Таймс».
30 октября 1961 года Ту-95В № 5800302 с бомбой на борту вылетел с аэродрома Оленья:
Экипаж самолёта-носителя
| № | Ф. И. О.                          | Должность                                                                 | Звание            | Награда за выполнение задания | Дата награждения  |
| - | --------------------------------- | ------------------------------------------------------------------------- | ----------------- | ----------------------------- | ----------------- |
| 1 | Дурновцев Андрей Егорович         | заместитель командира эскадрильи — командир корабля                       | майор             | Орден Ленина                  | 7 марта 1962 года |
| 2 | Кондратенко Михаил Константинович | помощник командира корабля                                                | капитан           | Орден Красного Знамени        | 7 марта 1962 года |
| 3 | Клещ Иван Никифорович             | штурман эскадрильи — штурман корабля                                      | майор             | Орден Ленина                  | 7 марта 1962 года |
| 4 | Бобиков Анатолий Сергеевич        | второй штурман корабля, штурман-оператор радиолокатора                    | старший лейтенант | Орден Красной Звезды          | 7 марта 1962 года |
| 5 | Прокопенко Александр Филиппович   | начальник службы РЭБ эскадрильи — оператор радиолокатора                  | капитан           | Орден Красной Звезды          | 7 марта 1962 года |
| 6 | Евтушенко Григорий Михайлович     | старший борттехник-инструктор полка — борттехник корабля                  | капитан           | Орден Ленина                  | 7 марта 1962 года |
| 7 | Снетков Вячеслав Михайлович       | начальник воздушно-огневой службы эскадрильи — командир огневых установок | капитан           | Орден Красного Знамени        | 7 марта 1962 года |
| 8 | Машкин Михаил Петрович            | начальник связи эскадрильи — старший стрелок-радист                       | старший лейтенант | Орден Красной Звезды          | 7 марта 1962 года |
| 9 | Болотов Василий Яковлевич         | стрелок-радист                                                            | ефрейтор          | Орден Красной Звезды          | 7 марта 1962 года |

В испытаниях участвовал также самолёт-лаборатория Ту-16А (серийный, оборудованный для наблюдения за испытаниями) бортовой номер № 3709:
Экипаж самолёта-лаборатории
| № | Ф. И. О.                      | Должность                                              | Звание            | Награда за выполнение задания | Дата награждения  |
| - | ----------------------------- | ------------------------------------------------------ | ----------------- | ----------------------------- | ----------------- |
| 1 | Мартыненко Владимир Фёдорович | ведущий лётчик испытаний — командир корабля            | подполковник      | Орден Ленина                  | 7 марта 1962 года |
| 2 | Муханов Владимир Иванович     | помощник командира корабля                             | старший лейтенант | Орден Красного Знамени        | 7 марта 1962 года |
| 4 | Григорюк Семён Артемьевич     | штурман корабля                                        | майор             | Орден Ленина                  | 7 марта 1962 года |
| 5 | Музланов Василий Тимофеевич   | второй штурман корабля, штурман-оператор радиолокатора | майор             | Орден Красного Знамени        | 7 марта 1962 года |
| 6 | Суслов Николай Павлович       | командир огневых установок                             | старшина          | Орден Красной Звезды          | 7 марта 1962 года |
| 7 | Шумилов Михаил Емельянович    | стрелок-радист                                         | старший сержант   | Орден Красной Звезды          | 7 марта 1962 года |

Вспышка взрыва Царь-бомбы

Гриб после взрыва

Через 2 часа 3 минуты после взлёта на высоте 11,5 км над уровнем цели бомба была сброшена с самолёта-носителя, после чего она опускалась на основном парашюте площадью 1600 м², общая масса парашютной системы, включавшей ещё пять вытяжных парашютов, срабатывавших тремя «каскадами», составляла 800 кг.
Подрыв бомбы был осуществлён барометрическим взрывателем через 189 секунд после сброса в 11 часов 33 минуты МСК (08:33 UTC) на высоте 4200 м над уровнем моря (4000 м над целью).
В других источниках указаны разные высоты взрыва, от 3700 м над целью (3900 м над уровнем моря) до 4500 м.
Самолёт-носитель к моменту взрыва оказался на расстоянии около 39 км, а самолёт-лаборатория — 53,5 км. Ударная волна догнала самолёт-носитель на удалении 115 км, действие ударной волны от взрыва ощущалось в виде вибрации и не повлияло на режим полёта самолёта. После посадки на фюзеляже были замечены несколько пятен от воздействия вспышки взрыва.
Измеренная мощность взрыва (58,6 мегатонны) заметно превысила проектную (51,5 мегатонны). Есть сведения, что по первоначальным данным мощность взрыва АН602 была существенно завышена и оценивалась величинами до 75 мегатонн.
Самолёт-лаборатория к моменту прихода ударной волны был на расстоянии 205 км от места взрыва.
Сроки испытаний поджимали. Были приняты паллиативные меры: увеличение высоты сбрасывания и включение форсажа двигателей самолёта после сброса бомбы. При этом в полётном задании для экипажа самолёта преднамеренно или ошибочно (сейчас трудно сказать) была указана заниженная мощность взрыва. О выполнении боевого задания экипаж докладывал председателю Госкомиссии по испытаниям ЯЗ генералу Н И. Павлову. После официального доклада командир экипажа подполковник Мартыненко (Герой Советского Союза, получивший это звание за испытания ЯБП) разъяснил нам, какие мы подлецы, что занизили расчётную мощность взрыва. Суть была в следующем: после взрыва световой поток был настолько интенсивен, что защитная краска самолёта сгорела, после прихода первой воздушной ударной волны самолёт получил большое приращение скорости (с 880 до 980 км/ч), после чего попал в глубокую зону разрежения и «провалился» на 800 м. Немногословный и мрачноватый Мартыненко сказал, что думал, «плоскости оторвутся». Осмотрев самолёт, увидели, что снизу он был весь чёрный (вместо ослепительно белоснежного до полёта), обшивка повсеместно была вдавлена и ярко проступал силовой набор крыльев и фюзеляжа: стрингера, нервюры, шпангоуты. Мы поняли, каково было экипажу в тот злополучный момент. О мощности этого взрыва мы узнали ещё до прилёта самолёта. … Командир 6 Управления ВВС генерал-лейтенант Н. И. Сажин тут же предложил отправить повреждённый самолёт в учебный центр ВВС как наглядное пособие по воздействию ядерного взрыва на авиационную технику. Так что ничего не пропало.
— Веселовский А. В., Ядерный щит: записки испытателя ядерного оружия., Электронная библиотека «История Росатома»

## Результаты испытания

Сравнение размеров огненных шаров ядерных взрывов

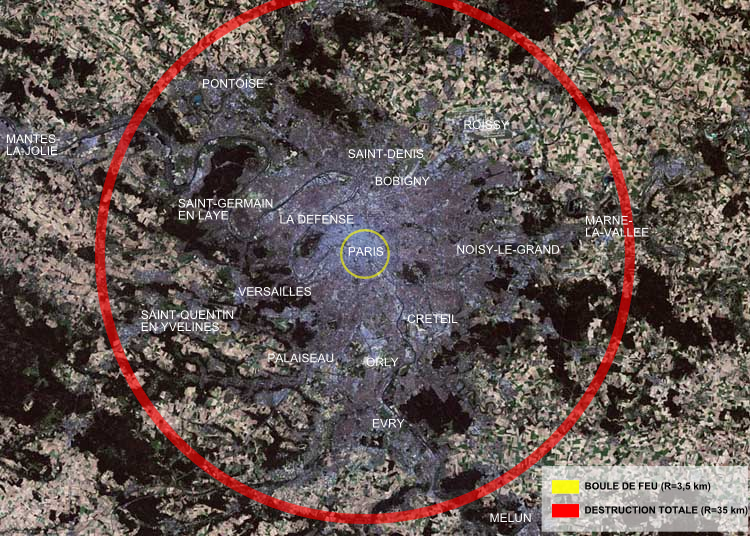
Радиус зоны сплошного поражения при взрыве, для наглядности наложенный на карту Парижа

Взрыв АН602 по классификации ядерных взрывов был низким воздушным ядерным взрывом сверхбольшой мощности. Результаты его впечатляли:
- вспышка была видна на расстоянии более 1000 км[27], её наблюдали в Норвегии, Гренландии и на Аляске[3];
- ядерный гриб взрыва поднялся на высоту 67,3 километров[1], форма «шляпки» двухъярусная, диаметр верхнего яруса оценён в 95 километров, нижнего — 70, облако наблюдали за 800 км от места взрыва[3];
- взрывная волна трижды обогнула земной шар[3], первый раз за 36 ч. 27 мин[28]:
  - сейсмическая волна в земной коре, порождённая ударной волной взрыва, три раза обогнула земной шар[27];
  - волна атмосферного давления, возникшая в результате взрыва, трижды была зафиксирована в Новой Зеландии: станция в г. Веллингтон (Новая Зеландия) зарегистрировала увеличение давления в 21:57 30 октября (приход волны с северо-запада), в 07:17 31 октября (с юго-востока) и в 9:16 1 ноября (с северо-запада; время по GMT) с амплитудой 0,6, 0,4 и 0,2 миллибар соответственно; средняя скорость движения волны оценена в 303 м/с, или 9,9 градуса дуги большого круга в час[29];
- в 780 км от взрыва в посёлке на о. Диксон выбило стёкла в окнах[3];
- звуковая волна, порождённая взрывом, докатилась до острова Диксон на расстоянии около 800 километров, однако нет сообщений о разрушениях или повреждениях сооружений даже в расположенных гораздо ближе (280 км) к полигону посёлке городского типа Амдерма[30];
- ионизация атмосферы стала причиной помех радиосвязи даже в сотнях километров от полигона в течение около 40 минут[26];
- радиоактивное загрязнение опытного поля радиусом 2—3 км в районе эпицентра составило не более 1 миллирентген/час, испытатели появились на месте взрыва через 2 часа, радиоактивное загрязнение практически не представляло опасности для участников испытания[3].

## Последствия испытания
Создание и испытание сверхбомбы имели большое политическое значение: Советский Союз продемонстрировал свой потенциал в создании ядерного арсенала неограниченной мощности (на то время наиболее мощный испытанный США термоядерный заряд был 15 Мт). США не увеличивали мощность термоядерных испытаний после испытания Советским Союзом АН602, а в 1963 году в Москве был подписан Договор о запрещении испытаний ядерного оружия в атмосфере, космическом пространстве и под водой.
Несмотря на то, что компьютерное моделирование позволяет говорить о полном уничтожении достаточно крупных государств в результате однократного применения такого оружия, практическое его применение вряд ли возможно из-за отсутствия средств доставки к территории противника: скорость и дальность полёта самолёта, применявшегося при испытании, для этого не подходят.
Научным результатом испытания стала экспериментальная проверка принципов расчёта и конструирования термоядерных зарядов многоступенчатого типа. Было экспериментально доказано, что нет принципиального ограничения на увеличение мощности термоядерного заряда (однако ещё 30 октября 1949 года, за три года до испытания «Майк», в Дополнении к официальному отчёту Общего совещательного комитета Комиссии по атомной энергии США физики-ядерщики Энрико Ферми и Исидор Раби отметили, что термоядерное оружие имеет «неограниченность разрушительной силы» и что стоимость увеличения мощности боеприпаса в ценах 1950 финансового года составляла 60 центов за одну килотонну тротилового эквивалента). В испытанном экземпляре бомбы для поднятия мощности взрыва ещё на 50 мегатонн достаточно было заменить свинцовую оболочку на уран-238, как и предполагалось штатно. Замена материала оболочки и понижение мощности взрыва были обусловлены желанием сократить до приемлемого уровня количество радиоактивных осадков, а не стремлением уменьшить вес бомбы, как иногда полагают (вес АН602 от этого действительно уменьшился, но незначительно — урановая оболочка должна была весить примерно 2800 кг, свинцовая же оболочка того же объёма — исходя из меньшей плотности свинца — около 1700 кг. Достигнутое при этом облегчение чуть более одной тонны слабо заметно при общей массе АН602 не менее 24 тонн (даже если брать самую скромную оценку) и не влияло на положение дел с её транспортировкой.
Взрыв был относительно чистым в истории атмосферных ядерных испытаний в пересчёте на единицу мощности. В первой, второй и третьей ступенях бомбы использовались делящиеся вещества (плутоний-239 и уран-235), что само по себе обеспечило большое количество радиоактивных осадков, тем не менее, можно считать, что АН602 действительно была относительно чистой — более 97 % мощности взрыва давала практически не создающая радиоактивного загрязнения радиоактивными осколками деления реакция термоядерного синтеза. Энерговыделение за счёт реакции деления составило всего около 2 Мт, то есть образовалось около 120 кг продуктов деления. По продуктам деления это была относительно «чистая» термоядерная бомба. При 100 Мт в данной конструкции образовалось бы около 3000 кг продуктов деления. https://elib.biblioatom.ru/text/yaderny-vek_2004/p281/ Но даже 120 кг продуктов деления равноценны загрязнению от взрывов 91 атомной бомбы типа РДС-1, с мощностью взрыва 22 килотонны. Также реакция термоядерного синтеза давала большое количество «быстрых» нейтронов, которые произвели из азота атмосферы большое количество радиоактивного углерода (14С), опасность которого для живых организмов определяется его биологическим сродством к тканям живого организма.
По подсчётам А. Д. Сахарова, количество будущих жертв воздушных термоядерных взрывов, за счёт образования радиоактивного углерода 14С, должно было составить около 10 000 жертв на 1 мегатонну взрыва, а взрыв «чистой» термоядерной бомбы (Царь-бомбы) мощность 50 мегатонн, после взрыва приведёт к 500 000 жертв среди населения земного шара.
Отдалённым последствием стала повышенная радиоактивность, аккумулированная в ледниках Новой Земли. По данным экспедиции 2015 года из-за ядерных испытаний (на полигоне всего было произведено 132 ядерных взрыва) ледники Новой Земли в 65—130 раз более радиоактивны, чем фон в соседних районах, в том числе из-за испытаний «Кузькиной матери».

## Перспективы практического использования
АН602 никогда не являлась оружием, это было единичное изделие, конструкция которого позволяла достигнуть мощности в 100 Мт ТЭ, испытание 50-мегатонной бомбы было в том числе испытанием работоспособности конструкции изделия на 100 мегатонн. Эта бомба предназначалась исключительно для психологического давления на американцев.
Специалисты начинали разработку боевых ракет для БЧ большой мощности (150 Мт и более), которые были переориентированы на вывод космических аппаратов: УР-500 (масса головной части 40 тонн, практически реализована как ракета-носитель «Протон», индекс ГРАУ — 8К82), Н-1 (масса головной части — 75—95 тонн, разработка была переориентирована в носитель для лунной программы, проект доведён до стадии лётно-конструкторских испытаний и закрыт в 1976 году, индекс ГРАУ — 11А52), Р-56 (индекс ГРАУ — 8К67).

## Слухи и мистификации, связанные с АН602
Результаты испытаний АН602 стали предметом для слухов и мистификаций.
В некоторых публикациях утверждалось, что мощность взрыва бомбы достигла 120 мегатонн. Вероятно, это было связано с «наложением» информации о превышении реальной мощности взрыва над расчётной примерно на 20 % (на самом деле — на 14—17 %) на первоначальную проектную мощность бомбы (100 мегатонн, точнее — 101,5 мегатонны). Масла в огонь подобных слухов подлила и газета «Правда», на страницах которой было официально заявлено про АН602, что «она — вчерашний день атомного оружия. Сейчас созданы ещё более мощные заряды». На самом деле конструкторы рассматривали возможность создания более мощных термоядерных боеприпасов (например, боевая часть ракеты УР-500 мощностью 150 мегатонн), но дальше эскизных проектов последние не разрабатывались[уточнить].
Распространён слух о чрезвычайно быстрой разработке «Царь-бомбы», якобы она была полностью сконструирована за 112 дней после поручения Хрущёва на совещании 10 июля 1961 года.  В действительности начало разработки — 1956 год.
Эта бомба никогда не была каким-то «трудовым подарком» разработчиков ядерного оружия к открытию очередного партийного съезда, как писали некоторые авторы. В частности, бывший начальник полигона в то время генерал Кудрявцев Г. Г. в своих воспоминаниях утверждал, что испытания приурочены к съезду.

## Культурные отсылки
- Дуэт куплетистов Рудаков и Нечаев исполнял следующий куплет:

Господа должны учесть,

Для них у нас ракеты есть

Сто мильёнов тонн тротила,

Чтоб кондрашка их хватила!

## Комментарии
1. ↑  
Например, даже на конец декабря 1964 года Ракетные Войска стратегического назначения СССР имели всего 176 пусковых установок межконтинентальных баллистических ракет (МБР) — См. Дроговоз И. Г. Воздушный щит Страны Советов. — Минск: Харвест, 2004. — С. 240. — ISBN 985-13-2141-9., с уточнениями согласно: Михаил Первов. Ракетные комплексы РВСН // Техника и вооружение. — 2001. — № 5—6. — С. 21, 34.

Для сравнения: одних тяжёлых стратегических бомбардировщиков B-52 «Стратофортресс» в США было выпущено 744 единицы (Шелехов М. В. и др. Авиация капиталистических государств. — М.: Военное издательство, 1975. — С. 11.).

В то же время первый термоядерный боеприпас и первая МБР были созданы именно в СССР.
2. ↑  В различных источниках вес АН602 указывается от 24 до 27 т. Здесь приведены данные из: Веселов, 2006
3. ↑  Мгновенное деление 1000 кг урана обеспечивает взрыв мощностью примерно 18 мегатонн (См., напр., Водородная бомба Архивная копия от 29 августа 2009 на Wayback Machine // Онлайн энциклопедия Кругосвет). Следовательно, для увеличения мощности взрыва на 50 мегатонн (расчётный «вклад» третьей ступени бомбы) необходимо было около 2800 кг урана.